# Anders Bergström
Lars Anders Bergström, född 18 mars 1951 i Brännkyrka församling i Stockholm, är en svensk operasångare (baryton).
Bergström studerade vid Statens musikdramatiska skola 1975–78 och anställdes vid Kungliga Operan 1978, där han var verksam till pensioneringen 2005. Till de roller som han bland annat gjort hör Ford i Falstaff, Jochanaan i Salome, Guglielmo i Così fan tutte, Marcello i La Bohème, Escamillio i Carmen, Alberich i Rhenguldet och titelrollen i Simon Boccanegra.
Han tilldelades Jussi Björlingstipendiet 1985.

## Filmografi
- 1980 – Två solkiga blondiner